# CZ BREN 2
CZ BREN 2 (también CZ 806 BREN 2) es un fusil de asalto diseñado y fabricado por la compañía checa Česká Zbrojovka (Uherský Brod). Es una arma moderna multicalibre, con un cambio del calibre fácil.

## Características
El primer modelo de la serie CZ-805 BREN sirvió con soldados checos en Afganistán, donde el arma se puso a prueba en condiciones de combate. Esa prueba también reveló problemas sobre el terreno que fueron modificados en tiempo real por los especialistas enviados desde Chequia. Además su alto precio y pobre ergonomía la llevó al fracaso.
Los soldados llamaron la atención sobre el mango en forma negativa la difícil activación de las palancas tensoras, su incomodidad y la falta de equilibrio al ser cargada. Para más inri, la palanca de carga no quedaba en posición retrasada tras el disparo del último cartucho.
El nuevo Bren 2 ha venido a mejorar significativamente la ergonomía y la funcionalidad con una operación de manera intuitiva que ha mejorado todos los importantes detalles que fueron objeto de alegaciones. Su perfil se ha afinado y se ha conseguido aligerar el arma en medio kilo, la palanca de carga es estacionaria y su nuevo sistema de gases resulta más fácil de desmontar y limpiar.
En marzo de 2017, el GIGN francés anunció que adoptaría el fusil CZ BREN 2 en calibre 7.62x39mm con cañón de 9 pulgadas (23 cm.). Han realizado un pedido de 68 carabinas con las que dotar a esta fuerza antiterrorista de unos 400 efectivos, como resultado de las pruebas realizadas desde 2015 a las que se sometieron varias plataformas en calibre 7,62x39mm.

## Operadores
- Argentina
- Bolivia: Fuerzas especiales lucha contra el narcotrafico
- República Checa: Fuerzas Armadas de la República Checa
- Francia: GIGN
- Egipto[4]
- Hungría: Fuerzas Armadas de Hungría[5]
- Ucrania